# Sumpa
Sumpa (chữ Tạng: སུམ་པ) là một quốc gia bộ lạc sinh sống tại đông bắc Tây Tạng trong thời kỳ cổ đại. Một số sử liệu tiếng Hán gọi họ là Tô Bì (蘇毗), gộp vào người Khương, một danh từ gọi chung cho các dân tộc sống tại khu vực tây nam Trung Quốc ngày nay. Vào cuối thế kỷ thứ 7, lãnh thổ của Sumpa được sáp nhập vào Thổ Phồn, kể từ đó họ dần đánh mất đi danh tính độc lập của mình.
Sumpa được gọi là Supiya trong các tài liệu Kharosthi có niên đại vào khoảng năm 300 tại bồn địa Tarim. Họ được miêu tả là một trong những kẻ xâm lược vương quốc Khotan bên cạnh Tạng, Huns, Hán. Đối với người Khotan, những người đã có đời sống định cư gần nghìn năm, thì người Sumpa trông rất man rợ và thô lỗ .
Sumpa cũng được coi là "Nữ Quốc" bí ẩn vào thời nhà Tùy (581-617) . "Một nữ vương Suvarnagotra của Nữ Quốc phía tây mà sử Hán gọi là Tô Bì, có thể là một người Supiya" .
Mặc dù sự sáp nhập Sumpa vào Tạng ban đầu diễn ra trong hòa bình, và Sumpa dần hòa nhập vào cộng đồng người Tạng nói chung, đôi khi vẫn có những căng thẳng xảy ra giữa họ. Theo một số tài liệu khai quật được từ Đôn Hoàng, Đại tướng Nyang Mangpoje Shangnang đã "đem cả Sumpa đặt dưới trướng" Songtsen Gampo vào khoảng năm 627 . Nyang Mangpoje đã khuyên Songtsen Gampo không nên tấn công Sumpa vì họ vốn là chư hầu của tiên vương Namri Songtsen, thay vào đó thiết lập bảo hộ cho đàn gia súc mà có thể thần phục nhân dân một cách tự nhiên .
Cùng với Azha, Sumpa nhanh chóng quy thuận Thổ Phồn trong khoảng thời gian thế kỷ thứ 7 và 8, sau đó họ được bố trí tại khu vực Amdo để canh giữ vùng biên giới phía đông tiếp giáp với Trung Hoa .